# Raúl Barón Biza
Raúl Barón Biza (Buenos Aires, 4 de noviembre de 1899-Ib., 17 de agosto de 1964) fue un escritor y político argentino de la Unión Cívica Radical. Tras una agitada vida privada y pública, se suicidó tras arrojar un vaso de ácido sulfúrico al rostro de su segunda esposa durante el acuerdo de su divorcio.

## Biografía
Raúl Carlos Barón Biza nació en Buenos Aires en 1899. Fue el menor de los cinco hijos de los millonarios Wilfrid Barón y Catalina Biza. Sus hermanos se llamaban Leandro, René, María Luisa y Emma.
Barón Biza era un hombre de acomodada posición, hijo de poseedores de grandes latifundios en la provincia de Córdoba. Desde su juventud incursionó en política, apoyando al líder radical Hipólito Yrigoyen, una posición extremadamente inusual en las clases más acomodadas; se abocó también a la literatura, publicando en 1924 el polémico Risas, lágrimas y sedas, y a los negocios. Fue uno de los principales productores del olivo en Argentina, y de la explotación de minas de wolframio y bismuto en el noroeste del país. De vacaciones en Italia, donde llevaba vida de playboy, conoció en Venecia a la actriz suiza Rosa Martha Rossi Hoffmann, que actuaba con el seudónimo de Myriam Stefford. Tras un rápido romance, el 28 de agosto de 1930 contrajeron matrimonio.

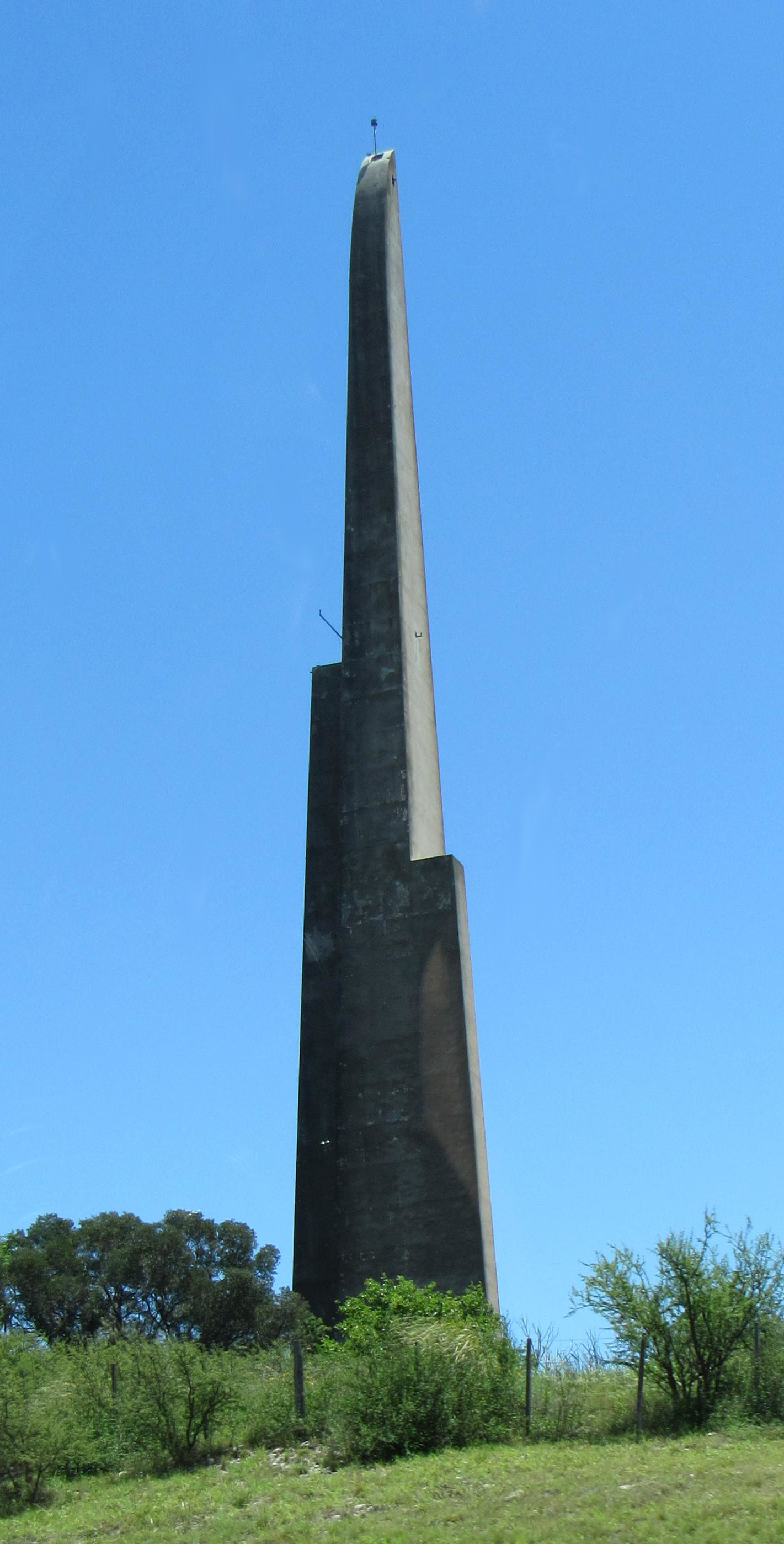
Mausoleo a Myriam Stefford encargado por Barón Biza

La pareja se afincó en Argentina, alternando la residencia porteña con la estancia "Los Cerrillos" que poseía Barón Biza en Alta Gracia, Córdoba. Entre las peculiaridades del alocado tren de vida de la pareja estaba la afición de Stefford a la aviación; adquirieron un monomotor, con la intención de recorrer con él todas las provincias del país. Antes de obtener su brevet, el 26 de agosto de 1931, participaba en un raid aéreo cuando se precipitó a tierra en Marayes, provincia de San Juan. Las versiones sobre el accidente estuvieron teñidas del más ríspido sensacionalismo, afirmándose que el accidente había sido provocado por el esposo; éste dedicó a la memoria de Stefford un colosal monumento, erigido en el campo familiar. Es un obelisco de hormigón armado, de 82 m de altura, diseñado por el ingeniero Fausto Newton.Existen diversas hipótesis sobre el accidente. La historiadora Karina Villafañe Bática precisó que la ropa con la que fueron fotografiados no se corresponde con la indumentaria de vuelo clásica. La acusación sugiere que el accidente pudo haber sido intencional, señalando al esposo Raúl Barón Biza. Se tiene en cuenta que él arrojó ácido sulfúrico a su segunda esposa, Rosa Clotilde Sabattini, durante una negociación de separación con un abogado
Mientras tanto, la situación política de Barón Biza peligraba; había apoyado a José Félix Uriburu cuando este derrocó a Yrigoyen, pese a su antigua simpatía por el político radical, pero poco después comenzó a combatir al régimen de la Década Infame. La convocatoria de una huelga de protesta contra los gobiernos argentino, uruguayo y brasileño lo llevó a prisión en el país transplatino. Esta gesta se ve reflejada en su libro periodístico Por qué me hice revolucionario (1932) publicado en Montevideo por Editorial Campo. Una segunda edición saldría en la Argentina un año después, con varios párrafos censurados.
Es en la cárcel cuando finaliza los trámites de publicación de la más célebre y controvertida de sus obras, El derecho de matar, una novela pornográfico-filosófica en la tradición del Marqués de Sade. El libro estaba revestido en plata y en su portada aparecían una calavera y una guadaña ensangrentada. En su interior tenía ilustraciones art-decó del dibujante Teodoro Piotti. Barón Biza hizo enviar uno de los ejemplares al Vaticano, mofándose del Papa con estas palabras: "para que tus porteros lo dejen pasar, para poder atraer tu atención, para que él sea una nota relevante de brillo en el salón entristecido de tu biblioteca oscura; he revestido de plata su portada".
El Derecho de Matar cuenta la historia de Jorge Morganti, su hermana Irma y su amante Cleo. El relato es intencionalmente desparejo. En él, la artificialidad y el exotismo van tejiendo una narración sesgada por reflexiones filosófico-morales que oscilan entre el erotismo tradicional y una nueva forma.
Pese a no ser su mejor trabajo, El Derecho de Matar se convirtió en el libro más famoso de Barón Biza y en la "obra maldita" por excelencia de las letras latinoamericanas.
Sin embargo, el gobierno de Agustín Justo (a quien Barón Biza había llamado "grotesco y fofo tiranuelo") confiscó en la imprenta la primera tirada completa de cinco mil ejemplares, e inició contra Barón Biza un proceso por obscenidad. Defendido por Néstor Aparicio, logró con dificultad una absolución, aunque permanecería en la cárcel por razones políticas. No había sido liberado aun cuando, ante la noticia de la muerte de Yrigoyen, alquiló un tren, al que vistió de luto, para transportar desde Córdoba a los radicales que deseasen participar del cortejo fúnebre.
Posteriormente publicó una segunda versión de "El Derecho de Matar", en edición rústica ya que deseaba que la obra fuera accesible para el bolsillo de los obreros.
Poco después de su liberación, comenzó una relación romántica con Rosa Clotilde Sabattini, 20 años menor que él, hija de un estrecho amigo suyo, el líder radical Amadeo Sabattini; en 1935 contrajo matrimonio en secreto con ella, que tenía 17 años, lo que marcó la ruptura de su amistad con su padre. El matrimonio abandonó la Argentina, para que la joven siguiera estudios en Suiza y otros países europeos; sería una importante figura en el desarrollo de la pedagogía argentina. En 1940 regresaron al país, pero la persecución política del gobierno militar originado por Félix Uriburu los llevó a exiliarse nuevamente en Montevideo. Sus hijos Carlos, Jorge y María Cristina, nacidos los tres en Argentina, regresaron a Argentina a finales de esa década; en octubre de 1950 las desavenencias en la pareja habían llegado a tal extremo que Alberto Sabattini, hermano de la esposa, se batió a duelo con Barón Biza, resultando ambos heridos de bala.
En el ínterin, la principal ocupación de Barón Biza había sido la literatura, publicando en 1942 Punto Final, la más cruda de sus obras, que le valió un nuevo proceso por obscenidad.
En Punto Final se combinan de manera magistral nihilismo, erotismo y una refinada ironía. Es su trabajo más explícito desde lo sexual, pero no está exento de un caudal poético elegante y que lo diferenciaba claramente de la llamada "literatura prohibida". Un crítico de la época, escandalizado por el crudo estilo de Raúl, refirió: "Es el fruto de un cerebro enfermo en donde se dan cita cuanto de más infame, cínico, canalla y blasfemo pueda escribir la más envilecida de las plumas. Sólo hay una definición para el autor y su producto literario: se trata de la obra de un degenerado, en el más amplio sentido de la palabra". Las solapas de la edición anunciaban dos nuevos libros: “Lepra”, cuyo prólogo es reproducido y “La Ley Maldita”, que sin embargo no serían finalmente publicados.
En 1953 su matrimonio se rompió definitivamente, y Clotilde se trasladó a Montevideo. Cuando Arturo Frondizi alcanzó la presidencia la llamó para encabezar un Consejo Nacional de Educación, y ofreció a Barón Biza un puesto diplomático en Hungría.
A finales de 1963 publica el que probablemente sea el punto más alto de su genialidad literaria, el excepcional Todo estaba sucio. Se trata de un libro más pesimista que los anteriores, en el que se alternan párrafos de un brutal antisemitismo con oscuras reflexiones sobre el destino de la humanidad. El lenguaje de Barón Biza se había vuelto más pulido desde lo técnico, pero también había ganado en brutalidad. Su hijo Jorge (también escritor) definió a la novela como "un torrente de resentimiento absoluto".

## Muerte y póstumo legado
El 16 de agosto de 1964, Clotilde Sabattini había fijado una visita con sus abogados para dar fin a los trámites de separación legal. En el curso de una discusión, a poco de recibirlos, Barón Biza —que había ofrecido un vaso de whisky a los letrados— repentinamente arrojó el contenido de otro al rostro de su esposa. Contenía ácido sulfúrico, que le produjo gravísimas quemaduras; Barón Biza huyó del lugar mientras los abogados trasladaban a la mujer al Hospital del Quemado, donde fue intervenida en la cara, el pecho y las manos. Tras la denuncia, la policía allanó su residencia al día siguiente; en el dormitorio hallaron el cadáver de Raúl, que se había disparado a la sien. Su cuerpo reposa debajo de un olivo, a pocos metros del obelisco que erigiera en honor de Myriam Stefford.
Legó a la municipalidad de Lomas de Zamora una fastuosa propiedad que poseía en la zona, el hoy llamado Parque Barón.
Tanto su exmujer como su hija María Cristina y su hijo Jorge se suicidaron en años posteriores.
En la emisión dedicada a Barón Biza de la serie televisiva Secretos de Familia del año 2009, presentada por Magdalena Ruiz Guiñazú, se afirma que la frase «tirar manteca al techo» se originó en la costumbre que tenía Raúl Barón Biza en su juventud cuando residía en Europa de arrojar manteca al techo en una clara ostentación de su riqueza.

## Libros sobre su vida y obra literaria
Durante los últimos años y durante décadas se lo consideró un novelista pornográfico. 
En 2007 se publicaron dos biografías: “El inmoralista” de Christian Ferrer fue una de ellas y ponía el acento en el escándalo personal de la figura pública. En ciertos sitios de Internet este trabajo fue duramente criticado por los lectores de Barón Biza, que lo consideraron un intento oportunista y denuncian omisiones y errores históricos en el libro. El crítico Juan Andrés Pinciroli escribe sobre el volumen: «Se falsean datos y se emplea un lenguaje despectivo para descalificar a quien, nos guste o no, fue un artista. Ferrer parece empecinado en demostrar que BB fue un canalla, un pésimo escritor y un criminal. (...) Raúl Barón Biza merecía -y sigue mereciendo- un trabajo investigativo a la altura de su breve pero contundente producción literaria, en desmedro del presente intento, claramente oportunista. De cualquier modo, Barón Biza es menos insultado que el propio lector en un trabajo deficitario y poco riguroso».
Meses después, Candelaria De la Sota publicó “El escritor maldito” con una visión más centrada en el análisis histórico de Barón Biza.
A comienzos de 2008 el periodista argentino Emilio Fernández Cicco publicó un elogioso ensayo sobre su figura en la revista Gatopardo, bajo el título Barón Biza, el exterminador.
Asimismo, a partir de 2005 un grupo de intelectuales cordobeses formaron lo que luego se conocería como Amigos de Barón Biza: Federico Alejandro Minolfi, Gabriel Waisberg y Ariel José Curone, con una postura reivindicatoria respecto a la figura de Barón Biza como escritor. Así comienza la digitalización y recuperación de sus obras, que son puestas a disposición de bibliotecas públicas bajo el lema: “Barón Biza, el derecho de leer”.[cita requerida]
Luego, y como respuesta a la biografía de Christian Ferrer, que había sido publicada por una editorial de renombre, Federico Alejandro Minolfi escribió un opúsculo titulado “Barón Biza, un artista del odio” reivindicando la obra literaria de Raúl. Dicha obra fue, además, presentada como ponencia en las Jornadas de Historia de Córdoba 2008 de la Universidad Nacional de Córdoba.
El 21 de septiembre de 2008 el diario argentino La Voz del Interior publicó una nota titulada “Amigos de Barón Biza: los abogados del diablo”.
A fines de ese año el canal Todo Noticias emite el ciclo “Secretos de Familia” conducido por Magdalena Ruiz Guiñazú. Uno de los programas del mismo se dedica a la tragedia de los Barón Biza, y son entrevistados en él Federico Alejandro Minolfi y Gabriel Waisberg. 
En 2010 Magdalena Ruiz Guiñazú publica una versión en soporte papel del ciclo “Secretos de Familia”.
Con lo cual las posturas sobre la vida y obra de Raúl Barón Biza parecen dividirse entre quienes ponen énfasis en los escándalos de su vida privada (como Christian Ferrer o Samuel “Chiche” Gelblung) y quienes apuntan a que se valore su labor como escritor (Minolfi, Fernández Cicco, De la Sota, Gabriel Waisberg, Curone).

## Obras
- Del ensueño (1917)
- Alma y carne de mujer (1923)
- Risas, lágrimas y sedas (1924)

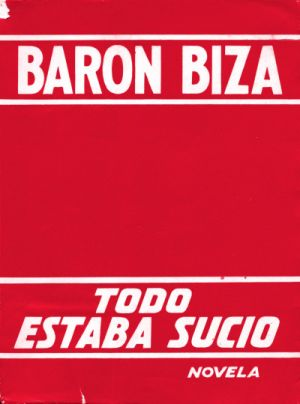
Todo estaba sucio (1963).

- Por qué me hice revolucionario (1932)
- El derecho de matar (1933-1935)
- Punto Final (1942)
- La gran mentira (1959)
- Todo estaba sucio (1963)
- Mis hermanos los buitres (Obra inconclusa)

## Sobre el autor
- Christian Ferrer (2007): Barón Biza. El inmoralista. Buenos Aires: Sudamericana. ISBN 978-950-07-2792-1
- Candelaria de la Sota (2007): El escritor maldito: Raúl Barón Biza. Buenos Aires, Ediciones B. ISBN 978-950-15-2385-0
- Emilio Fernández Cicco (2007): Raúl Barón Biza, el exterminador. Bogotá, Revista Gatopardo N.º 21.
- Federico Alejandro Minolfi: Raúl Barón Biza, un artista del odio. Edición de libre distribución en www.baronbiza.blogspot.com
- Dardo Scavino (2017): "El derecho de matar de Barón Biza o las paradojas del inmoralismo" in Cartografías del limbo (Angeles Mateo del Pino y Nieves Pascual Soler editoras), Madrid, Verbum